# Ross Edwards
Ross Edwards (født 23. december 1943 i Sydney, Australien) er en australsk komponist. Han er uddannet ved Sidney Concervatorium of Music og tog sin magistergrad på Adelaide University. Hans mest kendte værker er klaverkoncerten Symphony Da Pacem Domine (nr. 1) i symfoni, og en violinkoncert.

## Udvalgte værker
- Symfoni nr. 1 "Giv fred herre" (1991) - for orkester
- Symfoni nr. 2 "Jordens åndelige sange" (1996-1997) - for sopran og orkester
- Symfoni nr. 3 "Mater Magna" (1998-2000) - for orkester
- Symfoni nr. 4 "Stjerne sang" (2001) - for kor og orkester
- Symfoni nr. 5 "Det forjættede land" (2004-2005) -  for børnekor og orkester
- Violinkoncert "Maninyas" (1981-1988) - for violin og orkester
- Klaverkoncert (1982) - for klaver og orkester
- Obokoncert "Fugleånden drømmer" (2002) - for obo og orkester